# Liste der Kulturdenkmäler in Alsdorf (Westerwald)
In der Liste der Kulturdenkmäler in Alsdorf sind alle Kulturdenkmäler der rheinland-pfälzischen Ortsgemeinde Alsdorf aufgelistet. Grundlage ist die Denkmalliste des Landes Rheinland-Pfalz (Stand 4. Mai 2023).

## Einzeldenkmäler
| Bezeichnung        | Lage                            | Baujahr                  | Beschreibung                                                                                          | Bild |
| ------------------ | ------------------------------- | ------------------------ | --- | ---- |
| Quereinhaus        | Am Höfgen 3 Lage                | 18. Jahrhundert          | Fachwerk-Quereinhaus, 18. Jahrhundert, wohl um 1900 erweitert                                         | BW   |
| Quereinhaus        | Geishardtstraße 13/15 Lage      | 17. Jahrhundert          | Fachwerk-Quereinhaus, teilweise massiv, teilweise verschiefert, im Kern wohl aus dem 17. Jahrhundert  | BW   |
| Schule             | Hauptstraße 53 Lage             | um 1920/30               | Klinker- bzw. Putzbau, teilweise expressionistische Motive, um 1920/30                                | BW   |
| Schulhaus          | Hauptstraße 75/77 Lage          | 1866                     | ehemalige Schule; ein- bzw. zweigeschossiger Bruchsteinbau, bezeichnet 1866                           | BW   |
| Wohnhaus           | Hauptstraße 92 Lage             | 18. Jahrhundert          | Fachwerkhaus, teilweise verschiefert, Krüppelwalmdach, wohl aus dem 18. Jahrhundert                   | BW   |
| Wohnhaus           | Hölzerne Ecke 2 Lage            | 17. oder 18. Jahrhundert | Fachwerkhaus, verschiefert, wohl aus dem 17. oder 18. Jahrhundert                                     | BW   |
| Wohnhaus           | Hölzerne Ecke 9/11 Lage         | 18. Jahrhundert          | stattliches Fachwerkhaus, teilweise massiv, 18. Jahrhundert                                           | BW   |
| Wohnhaus           | Hölzerne Ecke 16 Lage           | 17. oder 18. Jahrhundert | Fachwerkhaus, verschiefert, wohl aus dem 17. oder 18. Jahrhundert                                     | BW   |
| Quereinhaus        | Hölzerne Ecke 17 Lage           | 17. oder 18. Jahrhundert | Fachwerk-Quereinhaus, teilweise massiv, verschiefert, wohl aus dem 17. oder 18. Jahrhundert           | BW   |
| Wohnhaus           | Lindenstraße 6/8 Lage           | 17. Jahrhundert          | Fachwerkhaus, teilweise verkleidet bzw. verschiefert, wohl aus dem 17. Jahrhundert                    | BW   |
| Hofanlage          | Schützenstraße 5 Lage           | 17. oder 18. Jahrhundert | Fachwerkhaus, verkleidet, wohl aus dem 17. oder 18. Jahrhundert, Fachwerkscheune                      | BW   |
| Hüttenschulzenhaus | Schützenstraße 7 Lage           | um 1680                  | Fachwerkbau mit Laube und Niederlass, um 1680, Fachwerkscheune 18. oder 19. Jahrhundert               | BW   |
| Wohnhaus           | Schützenstraße 8/10 Lage        | 17. oder 18. Jahrhundert | Fachwerkhaus, teilweise verschiefert, 17. oder 18. Jahrhundert, teilweise im 19. Jahrhundert erneuert | BW   |
| Kriegerdenkmal     | nördlich des Ortes im Wald Lage | um 1900                  | Kriegerdenkmal 1866 und 1870/71; Obelisk                                                              | BW   |